# Порфирий Палеолог
Порфирий Палеолог (на гръцки: Πορφύριος Παλαιολόγος) е православен духовник, охридски архиепископ към 1623-1625 година.

## Биография
Порфирий е родом от Цариград. Като охридски архиепископ е споменат за пръв път в един турски документ с дата 22 януари 1623 година. В сиджили от април 1623 година е отбелязано, че охридският архиепископ Порфириос преди това е взел заем от 80 000 акчета  от цариградския жител Ризван, син на Осман. Негови гаранти са митрополитите на Битоля, Самос и Костур. През февруари 1624 година праща до папа Урбан VIII писмо, подписано и от подчинените му йерарси, в което се оплаква от тежкото положение на църквата си под османска власт и изразява готовност за уния. Папата отговаря на 28 септември 1624 година. Вследствие на тази кореспонденция Порфирий заминава за Рим, а на връщане спира в Краков (1625). След 1626 г. той пребивава на намиращия се тогава под венецианска власт остров Закинт, където умира на 4 октомври 1643 година. Не е известно да е посещавал повече Охрид, чийто архиепископ през 1628 г. вече е Йоасаф.